# Sirongge
Sirongge is een bestuurslaag in het regentschap Banjarnegara van de provincie Midden-Java, Indonesië. Sirongge telt 2827 inwoners (volkstelling 2010).